# أليسيدس بينيا
أليسيدس بينيا (بالإسبانية: Alcides Peña)‏ هو لاعب كرة قدم ومدرب كرة قدم بوليفي في مركز الهجوم، ولد في 14 يناير 1989 في سانتا كروز دي لا سييرا في بوليفيا. شارك مع منتخب بوليفيا تحت 20 سنة لكرة القدم ومنتخب بوليفيا لكرة القدم. أما مع النوادي، فقد لعب مع أتليتيكو بوكارامانغا.

## وصلات خارجية
- أليسيدس بينيا على موقع إي إس بي إن إف سي (الإنجليزية)
- أليسيدس بينيا على موقع قاعدة بيانات كرة القدم.إي يو (الإنجليزية)
- أليسيدس بينيا على موقع ناشيونال فوتبول تيمز (الإنجليزية)
- أليسيدس بينيا على موقع Soccerway.com (الإنجليزية)
- أليسيدس بينيا على موقع AS.com (الإسبانية)